# Société Générale

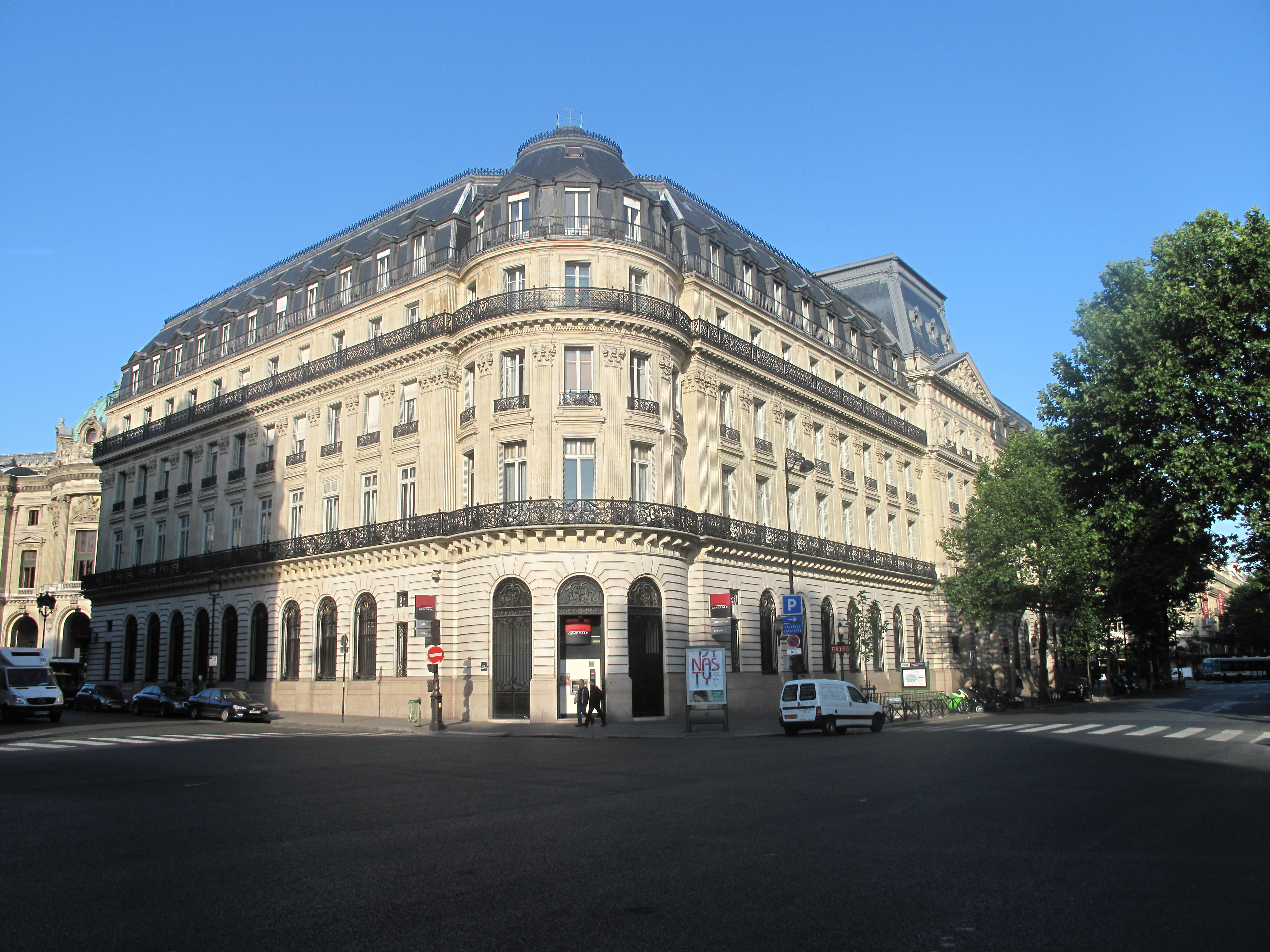
Pařížská centrála na Boulevardu Haussmann

Société Générale je francouzská obchodní banka s centrálou v Paříži. Společně s BNP Paribas a Crédit Lyonnais patří ke třem nejstarším bankám ve Francii. Její původní název zní Société Générale pour favoriser le développement du commerce et de l'industrie en France (tj. Všeobecná společnost pro podporu rozvoje obchodu a průmyslu ve Francii). Její právní forma je akciová společnost. Société Générale podniká v 82 zemích a má zhruba 160 704 zaměstnanců, z nichž je asi 60 % mimo území Francie. Od roku 2001 je majitelem české Komerční banky.

## Vývoj
Banka byla založena 4. května 1864 během Druhého císařství na podporu francouzského obchodu a průmyslu a rozšířila své pobočky po celé Francii. V roce 1871 otevřela zastoupení také v Londýně. Prvním prezidentem banky byl průmyslník Eugène Schneider.
Ve 20. letech byla banka se svými pobočkami největší bankou ve Francii, ale během hospodářské krize ve 30. letech se její pozice zmenšila. Druhá světová válka a obsazení Francie znamenaly pro banku přesun do Afriky a do USA.
Société Générale byla v roce 1945 zestátněna. Díky svému zastoupení v New Yorku se banka podílela i na Marshallově plánu. Banka expandovala do dalších zemí, např. Itálie nebo Mexika. V 60. letech získala zastoupení také v Belgii a Španělsku a v bývalých francouzských koloniích.
Banka byla v roce 1987 privatizována. V roce 1997 převzala konkurenční banku Crédit du Nord. V roce 1999 se pokusila o nepřátelské převzetí Paribas, kde však nad ní zvítězila Banque Nationale de Paris.
V roce 1999 získala banky v Rumunsku, Bulharsku a na Madagaskaru. V roce 2001 koupila Komerční banku v České republice a SKB Banku ve Slovinsku. Následovala expanze v Africe v roce 2002 převzetím banky Eqdom v Maroku a Union International de Banque v Tunisku. V roce 2003 získala banku v Ghaně a roku 2004 v Řecku (50 % Geniki Bank) a v Německu (75 % Hanseatic Bank). V roce 2006 koupila chorvatskou Splitskou banku.
V září 2010 byla Société Générale spolu s dalšími 10 bankami odsouzena francouzským protimonopolním úřadem k celkové pokutě ve výši 381,1 miliónů €. Banky uzavřely dohodu a v letech 2002-2007 zpoplatnily svým zákazníkům platbu šekem ve výši 4,3 centů, aby docílily mimořádného zisku. Opatření se dotklo 80 % šeků použitých ve Francii, kde bylo do té doby jejich používání bezplatné. Po zásahu bankovního dozoru byla tato praxe ukončena a kartel byl potrestán pokutou. Protože dále byla banka v roce 2000 už jednou kvůli porušení pravidel hospodářské soutěže pokutována, byla její pokuta navýšena ještě o dalších 20 %.